# Мордовская письменность
Мордовская письменность — письменность, используемая для записи мордовских (мокшанского и эрзянского) языков. С момента своего возникновения в XVIII веке и до настоящего времени базировалась на кириллице. До начала XX века алфавит не имел стабильной нормы и часто менялся. Современный алфавит действует с конца 1920-х годов.

## История

### Конец XVII — середина XIX века
Старейшим памятником фиксации мордовского языкового материала является труд голландского учёного Н. Витсена «Noord en оost Tartarye», опубликованный в Амстердаме в 1692 году. В этой книге автор приводит словарик из 325 мордовских (преимущественно мокшанских) слов с переводом на голландский язык. Позднее, в XVIII веке, мокшанские и эрзянские списки слов и небольшие тексты неоднократно фиксировались и издавались российскими и иностранными учёными (Ф. Страленберг, Э. Фишер, П. И. Рычков, П. С. Паллас, И. Г. Георги и др.). В их трудах использовались как латинская, так и кириллическая транскрипция.
Графическое отображение мордовских фонем в записях XVIII века:
| УФА     | Латиница   | Кириллица | УФА       | Латиница     | Кириллица | УФА       | Латиница | Кириллица | УФА      | Латиница       | Кириллица |
| ------- | ---------- | --------- | --------- | ------------ | --------- | --------- | -------- | --------- | -------- | -------------- | --------- |
| [a]     | a, aa, ou  | а, аа, я  | [g]       | g            | г         | [m]       | m        | м         | [x]      | ch             |           |
| [ä]     | ä, a, ai   | я, а      | [d]       | d            | д         | [n], [n'] | n        | н         | [c], [ć] | ts, z, cz, tz  | ц         |
| [o]     | o          | о         | [ž]       | sch          | ж         | [ŋ]       | n, ng    | н, нг     | [č]      | tsch, cz       | ч         |
| [e]     | e          | е         | [z], [ź]  | z, s         | з         | [ŋ̩g]      | ng       | нг        | [š]      | sch, s, sh     | ш, с      |
| [u]     | u, ou      | у, ю      | [ʒ], [ʒ'] | dz, ds       | дз        | [p]       | p        | п         | [šč]     | schc           | щ         |
| [ai]    | ai, ei     | ай, ей    | [j]       | j, i         | й, ю, я   | [r], [ŕ]  | r        | р         | [ks]     | ks, cks, x, kx | кс        |
| [i]     | i, y       | и         | [ȷ]       | ch, ix       |           | [ʀ], [ʀ'] | r        |           | палат.   | j, i           | ь         |
| [ə]     | i, e, a, y | а         | [k]       | k, gk, ck, c | к         | [s], [s'] | s, ss, ß | с         |          |                |           |
| [b]     | b          | б         | [l], [l'] | l, ll        | л, лл     | [t], [t'] | t, d     | т, д      |          |                |           |
| [v (u̠)] | v, w, u    | в, у      | [ʟ], [ʟ'] | x, l         |           | [f]       | f, ff    | в         |          |                |           |

Во второй половине XVIII века появились первые собственно мордовские (как мокшанские, так и эрзянские) тексты — в основном переводы кратких официально-торжественных сочинений, сделанных силами учеников и преподавателей Казанской и Нижегородской семинарий. В этих произведениях использовался кириллический алфавит. Никакого стандартного письма ещё не было, поэтому в разных текстах используются разные графические приёмы для передачи тех или иных фонем.
В начале XIX века на мордовских языках началось книгоиздание. Так, в 1804 году был издан перевод на эрзянский язык церковнославянского букваря с катехизисом. За ним последовал ряд других богослужебных книг. В 1821—1827 годах был издан полный эрзянский перевод Нового завета. Однако эти книги не получили заметного распространения, а качество перевода было очень низким.

### Середина XIX — начало XX века
В 1867 году в Казани было основано братство святителя Гурия, целью которого была христианизация и просвещение народов России. Благодаря его деятельности с 1870-х годов книгоиздание на мордовских языках становится более активным. Издаются не только переводы религиозных текстов, но появляются ещё и буквари, а также отдельные художественные произведения и фольклорные материалы. Так как стандартных эрзянского и мокшанского алфавитов всё ещё не было, почти в каждом издании письменность различалась. Однако попытки стандартизации письма уже предпринимались. Так, автор-составитель эрзянского букваря А. Ф. Юртов разработал собственную графическую систему и более-менее последовательно применял её в своих трудах. В целом в печатных изданиях рубежа XIX—XX веков эрзянский алфавит не имеет существенных отличий от русского алфавита (кроме наличия знака Ҥ ҥ). Мокшанский же алфавит, представленный в букварях 1892 и 1897 годов, использовал ряд дополнительных знаков: ӑ для неударного [a], я̈ для [ä] переднего ряда нижнего подъёма, ы̃ для ненапряжённого редуцированного гласного среднего ряда, ҥ для обозначения позиционно обусловленного заднеязычного варианта н перед г и к. Однако в других мокшанских изданиях того времени как правило используется стандартный русский алфавит (в «Священной истории Ветхого завета» 1898 года использовался знак ԙ).
Отличия алфавитов букварей конца XIX — начала XX века от современного алфавита:
- Мокшанский
  - Букварь для мордвы-мокши: 1-е изд., 2-е изд. Казань, 1892, 1897. Нет буквы Ъъ. Присутствуют Ӑӑ, Іі, Ҥҥ, Ы̃ы̃, Я̈я̈.
  - Дорофеев З. Ф. Валда ян. — М.: Центральное изд-во народов СССР, 1925.: Нет букв Й й, Ъъ. Присутствуют Ԕ ԕ, Ԗ ԗ.
- Эрзянский
  - Букварь для мордвы — эрзи с присоединением молитв и русской азбуки. Казань, 1884. Нет буквы Щщ. Присутствуют Іі, Ѣѣ, Ѳѳ.
  - Букварь для мордвы-эрзи. Казань, 1892. Нет букв Хх, Ъъ. Присутствуют Ii, Ҥҥ.
  - Тундонь чи. Эрзянь букварь. М.-Пг., 1923. Нет буквы Ъъ. Присутствует Ҥҥ.
  - Данилов Т. Валдо чи. М., 1926. Нет буквы Ъъ.

### После 1917 года
С 1920 года на мокшанском и эрзянском языках началось активное книгоиздание, стали выходить газеты. Однако единая диалектная база, и как следствие стандартный алфавит и орфография, все ещё отсутствовали. В 1924 году эта проблема была рассмотрена на съезде мордовских учителей, а в 1928 году на Московской языковой конференции. С середины 1920-х в мокшанских и эрзянских изданиях началась выработка единых литературных норм и диалектной базы, завершившаяся к середине 1930-х годов. В основу мокшанского литературного языка был положен краснослободско-темниковский говор, а в основу эрзянского — говор села Козловки.
В графическом отношении процесс становления мордовской письменности имел следующие особенности: с 1920 по 1924 год использовался стандартный русский алфавит без дополнительных знаков. Звук [ə] стал обозначаться буквой а, а [ä] — буквой е. В 1924 году для передачи специфических глухих согласных [ʟ] и [ʀ] были введены буквы ԕ и ԗ, а для [ä] стали использовать буквы э и ӭ, но последнюю почти сразу отменили. В мокшанских изданиях 1924—1926 годов для обозначения [ə] иногда использовались буквы ӗ, о̆ и ы̆.
В 1927 году все дополнительные буквы в мокшанском и эрзянском алфавитах были отменены и он принял современный вид, графически полностью совпадая с русским алфавитом. Для обозначения [ʟ] и [ʀ] стали использовать буквосочетания лх и рх (палатализованные — льх, рьх), а для [ə] после непалатализованных согласных букву о и букву е после палатализованных. В 1993 году были приняты новые правила орфографии мокшанского языка, согласно которым редуцированный [ə] обозначается в начале слова и в первом закрытом слоге буквой ъ.

### Попытка латинизации
25 марта 1932 году в рамках общесоюзного процесса латинизации Всесоюзным центральным комитетом Нового алфавита был принят мордовский алфавит на латинской основе. Он включал следующие буквы: A a, Ə ə, B в, C c, Ç ç, D d, Э э, E e, F f, G g, Ь ь, I i, J j, K k, L l, M m, N n, O o, Ɵ ɵ, P p, R r, S s, Ş ş, T t, U u, Y y, V v, X x, Z z, Ƶ ƶ, ȷ, Rx, Lh (последние две буквы только для мокшанского языка). 19 мая 1932 года после обсуждения с местными специалистами Нижне-Волжский комитет Нового алфавита принял этот алфавит в несколько изменённом виде: A a, B в, C c, Ç ç, D d, Ə ə, F f, G g, Y y, I i, J j, K k, L l, M m, N n, O o, P p, R r, S s, Ş ş, T t, U u, V v, X x, Z z, Ƶ ƶ, Ь ь, Rx, Lh. Однако никаких реальных шагов для внедрения мордовского латинизированного алфавита сделано не было и развития он не получил.
| Проект 1 | Проект 2 | Проект 3 | Кириллица | Проект 1 | Проект 2 | Проект 3 | Кириллица | Проект 1 | Проект 2 | Проект 3 | Кириллица |
| -------- | -------- | -------- | --------- | -------- | -------- | -------- | --------- | -------- | -------- | -------- | --------- |
| A a      | A a      | A a      | А а       | I i      | I i      | I i      | И и       | Ş ş      | Ş ş      | Ş ş      | Ш ш       |
| Ə ə      | Ja ja    | Ä ä      | Я я       | J j      | J j      | J j      | Й й       | T t      | T t      | T t      | Т т       |
| B в      | B в      | B в      | Б б       | K k      | K k      | K k      | К к       | U u      | U u      | U u      | У у       |
| C c      | C c      | C c      | Ц ц       | L l      | L l      | L l      | Л л       | Y y      | Ju ju    | Ü ü      | Ю ю       |
| Ç ç      | Ç ç      | Ç ç      | Ч ч       | M m      | M m      | M m      | М м       | V v      | V v      | V v      | В в       |
| D d      | D d      | D d      | Д д       | N n      | N n      | N n      | Н н       | X x      | X x      | X x      | Х х       |
| Э э      | Ə ə      | Ə ə      | Э э       | O o      | O o      | O o      | О о       | Z z      | Z z      | Z z      | З з       |
| E e      | Je je    | E e      | Е е       | Ɵ ɵ      | Jo jo    | Ö ö      | Ё ё       | Ƶ ƶ      | Ƶ ƶ      | Ƶ ƶ      | Ж ж       |
| F f      | F f      | F f      | Ф ф       | P p      | P p      | P p      | П п       | ȷ        | ь        | ь        | ь         |
| G g      | G g      | G g      | Г г       | R r      | R r      | R r      | Р р       | Rx rx    | Rx rx    | Rx rx    | Рх рх     |
| Ь ь      | Y y      | Y y      | Ы ы       | S s      | S s      | S s      | С с       | Lh lh    | Lh lh    | Lx lx    | Лх лх     |

## Современный мордовский алфавит
Современный мордовский алфавит (для мокшанского и эрзянского языков) действует с конца 1920-х годов. Графически он полностью совпадает с русским алфавитом.
| А а | Б б | В в | Г г | Д д | Е е | Ё ё | Ж ж | З з | И и | Й й |
| К к | Л л | М м | Н н | О о | П п | Р р | С с | Т т | У у | Ф ф |
| Х х | Ц ц | Ч ч | Ш ш | Щ щ | Ъ ъ | Ы ы | Ь ь | Э э | Ю ю | Я я |

Фонетическое значение отдельных букв:
- А а — звук [a]. В мокшанском также [ə] (в конце слова после твёрдой основы).
- Е е — звук [e] после мягких согласных, а также сочетание с предшествующим й. В мокшанском также [ə] (в середине слова после мягких согласных и шипящих) и [j]+[ə].
- Ё ё — звук [o] после мягких согласных, а также сочетание с предшествующим й.
- И и — звук [i] после мягких и непарных согласных.
- О о — звук [o]. В мокшанском также [ə] (после твёрдых согласных).
- Ъ ъ — в мокшанском [ə] в начале слова и первом закрытом слоге.
- Ы ы — звук [i] после твёрдых согласных.
- Э э — в мокшанском звук [ä] в начале слова.
- Ю ю — звук [u] после мягких согласных, а также сочетание с предшествующим й.
- Я я — звук [a] после мягких согласных, а также сочетание с предшествующим й. В мокшанском также [ä] (в середине и конце слова) и [j]+[ä].
- Палатализация обозначается буквой ь после согласного или буквами е, ё, и, ю, я после согласного.
- Мокшанские глухие сонорные [ȷ], [ʟ], [ʀ] обозначаются буквосочетаниями йх, лх, рх[14].